# 小河信章
小河 信章（おごう のぶあき）は、戦国時代から安土桃山時代にかけての武将。黒田氏の家臣。黒田二十四騎の一人。

## 人物
小河氏の出自は摂津国の鷲尾氏の傍流とも、播磨三木郡淡河村の人ともいう。『増益黒田家臣伝』によると、父は小河義直、兄は播磨小寺氏に仕えた小河良利であるという。『黒田家譜』良利は小寺氏の重臣であり、信章もまた当初は小寺氏の家臣であった。
摂津八部郡で生まれる。黒田家に小姓として出仕し、元亀元年（1570年）に初陣。天正6年（1578年）に黒田孝高が有岡城に幽閉された際の誓紙にも署名している。しかしこの際、父と兄は小寺氏に与して羽柴秀吉と敵対している。その後、天正15年（1587年）九州平定における財部城攻略で大功を挙げた。同年、黒田氏が豊前国馬ヶ岳城に封じられると、豊臣政権の支配に抵抗する豊前城井氏が反抗するが、その際も母里友信と共に赤旗城攻撃に参加している。天正16年（1588年）には、中津の築城工事や特権放棄などの命令に従わずにいた大村城主・山田常陸介を中津城に呼び出して暗殺し、更に大村城・山田城・角田城を攻め落としている。その後、信章は馬ヶ岳城代として5,000石を与えられた。
文禄元年（1592年）文禄の役では、黒田家の家督を譲られていた孝高の子・長政に従って朝鮮半島へ渡海。文禄2年（1593年）1月の竜泉城の戦いでは城を死守したことから、小西行長から「日本一の勇士」と賞賛された。名護屋城にいた豊臣秀吉にもその一報が届き、秀吉は「豊前国妙見龍王の蔵入地から直々に1万石を与えるので早々に帰国するように」と信章に伝令する。それを聞いた信章は急いで日本へ向かうが、その途中の対馬国鰐浦にて病没した。享年40。
跡は娘婿の小河之直が継いだ。同族の小河正良（小河織部正良）は黒田長政が江戸城本丸、天守台を築く際、神奈川県真鶴町小松山に石切丁場を開き、小松石を中興、本小松石を採掘している。

## 関連作品
- 軍師官兵衛（2014年、演：二階堂修）